# Cobden (Minnesota)
Cobden è un comune degli Stati Uniti d'America, situato nello Stato del Minnesota, nella contea di Brown.

## Infrastrutture e trasporti
Il comune era servito dalla ferrovia Tracy Subdivision.